# Asbjørn Jensen
Asbjørn Jensen (født 20. februar 1942 i København) var forligsmand i Forligsinstitutionen fra 1989 til 31. december 2015. I perioden 1993 til 31. december 2015 var han tillige formand for Forligsinstitutionen. Asbjørn Jensen var desuden dommer ved Højesteret 1995-2012.
Asbjørn Jensen blev student i 1960, cand.jur. i 1969 og blev herefter ansat i Justitsministeriet, hvor han blev afdelingschef i Lovafdelingen i 1983. I 1988 blev han rigsadvokat, i 1993 forligsmand og i 1995 dommer ved Højesteret. Han fratrådte stillingen i 2012.
Jensen har desuden fungeret som censor ved Københavns Universitet fra 1985 til 2004, ligesom han har haft flere formandsposter, blandt andet for ATP's bestyrelse og repræsentantskab 1993-1995, for Arbejdsmiljørådet 1995-1997, for Advokatnævnet 2002-2006 og for Datarådet 2004-2006. 
Siden 1980 har han haft bestalling som advokat, men har ikke virket som sådan.

## Nørrebro-urolighederne
Efter anmodning fra daværende justitsminister Erling Olsen udarbejdede Asbjørn Jensen en rapport om 18. maj-urolighederne på Nørrebro i København. Han forsøger i første omgang at slippe for opgaven, idet han foreslår, at der i stedet udarbejdes en dommerundersøgelse, men accepterer, da regeringen udtrykkeligt ønsker, at han skal forestå undersøgelsen. I sin redegørelse fra 1994 og en supplerende redegørelse, som er færdig året efter, frikendes Københavns Politi stort set for fejl – men tv-klip dokumenterer, at der af ledende politifolk blev givet ordre til at skyde efter benene på demonstranterne. 
Jensens undersøgelse mødte senere kritik, blandt andet fra Folketingets Ombudsmand, Hans Gammeltoft-Hansen. Kritikken fik Folketinget til at nedsætte en undersøgelseskommission. Kommissionen skrev i sin rapport, at den ikke fandt grund til at klandre Asbjørn Jensen for undersøgelsen. 